# エネルギー安全保障と気候変動に関する主要経済国会合
エネルギー安全保障と気候変動に関する主要経済国会合（エネルギーあんぜんほしょうときこうへんどうにかんするしゅようけいざいこくかいごう）は、京都議定書以後（2012年以降）の「エネルギー安全保障と気候変動」（つまり、主に二酸化炭素排出規制）の枠組みのための多国間会合。
英語名Major Economies Meeting On Energy Security and Climate Change、略称MEM。
2007年5月30日、アメリカのJ・W・ブッシュ大統領が提唱し、2008年までの合意を予定している。
京都議定書で排出量削減義務が課せられなかった、二酸化炭素排出量が多いいくつかの発展途上国が参加しているのが特徴である。

## 参加国・機関

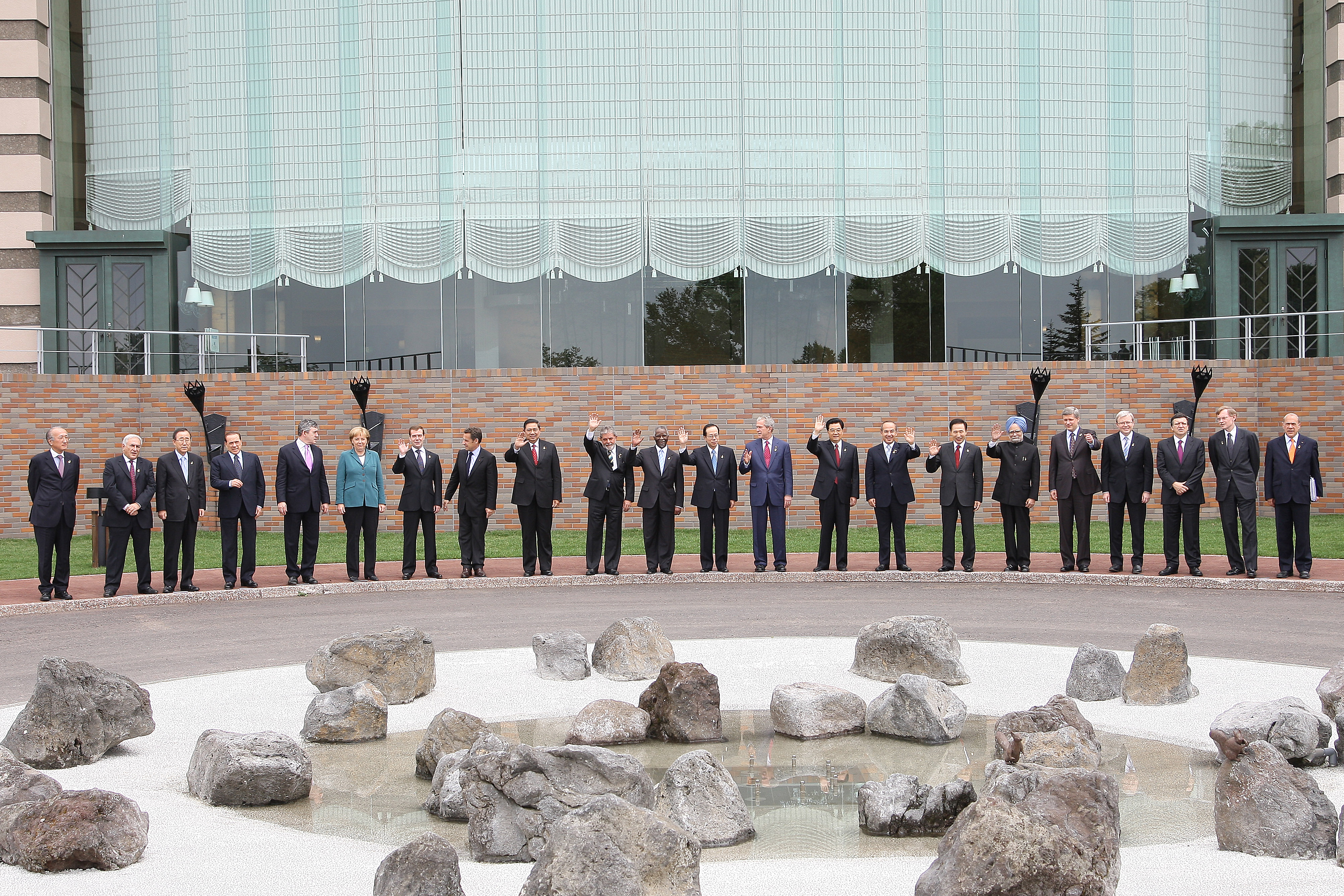
2008年7月9日、第34回主要国首脳会議主要経済国拡大会合の出席者

※は京都議定書で削減義務が課せられた国。
- アメリカ ※
- イギリス ※
- イタリア ※
- インド
- インドネシア
- オーストラリア
- カナダ ※
- 韓国
- 中国
- ドイツ ※
- 日本 ※
- ブラジル
- フランス ※
- 南アフリカ
- メキシコ
- ロシア ※
- 欧州連合 (EU) ※
- 欧州委員会 (EC)
- 国際連合

## 会合
- 第1回 - 2007年9月27日～28日、ワシントン
- 第2回 - 2008年1月30日～31日、ホノルル
- 第3回 - 2008年4月17日～18日、パリ
- 第4回 - 2008年6月21日～22日、ソウル
- 第5回 - 2008年7月9日、洞爺湖町